# Carles de Morenés i de Tord
Carles de Morenés i de Tord (Tarragona, Tarragonès, 19 de setembre de 1831 - Tarragona, Tarragonès, 22 de febrer de 1906) va ser un escriptor, propietari agrari, polític i historiador català.

## Biografia
Carles de Morenés i de Tord fou el Quart baró de les Quatre Torres, Comte consort de l'Asalto i Gran d'Espanya. Fill del propietari agrari Antoni de Morenés i de Pastor, III baró de les Quatre Torres, i d'Antonia de Tord i de Crell, va estudiar al Col·legi dels jesuïtes de Niça. El 1858 va contreure matrimoni amb Fernanda García Alesson i Pardo de Rivadeneira, comtessa de l'Asalto, marquesa de Grigny, de Ceballos i del Borguetto, i baronessa de Casa Davalillo i de la Real Jura, filla de Fernando García-Alessón i de Dolores Pardo
de Rivadeneira y Troconiz.
L'any 1852 es feu càrrec del patrimoni familiar. Va acumular un important patrimoni de propietats agràries. Va residir temporades a Tarragona i també en el proper municipi de la Nou de Gaià i, posteriorment, a Madrid. Va ser aficionat a la història i a les belles arts, i va restaurar els seus castells de la Nou, entre els quals l'anomenat Castell del Baró de les Quatre Torres, i també el de Guadamen a Toledo. A la seva mansió de Madrid va reunir col·leccions d'obres d'art, armes antigues i tapissos. Per les seves activitats polítiques residí a Madrid. Fou pare de Ramon de Morenés i García-Alesson.

## Trajectòria política
Pel que fa a la seva carrera política, es va iniciar com a regidor de l'Ajuntament de Tarragona a finals de la dècada de 1850. Al voltant de 1860 va ingressar en el Partit Moderat, arribant a ser diputat a Corts per Tarragona (1864-1865 i 1867-1868). Enfrontat al sistema polític iniciat amb la Revolució de 1868, va formar part de les forces alfonsines de Catalunya, sent membre de l'agrupació de la noblesa de la Lliga d'ordre social. Situat ideològicament en el sector més conservador i confessional del liberalisme, amb l'inici del regnat d'Alfons XII va defensar un retorn a la Constitució del 1845 i, especialment, l'anomenada unitat catòlica, publicant al respecte la seva obra Breves apuntes doctrinales sobre la libertad de cultos en España (1875) i oposant-se amb tenacitat des del seu lloc de senador per Tarragona (1876) a l'article 11 de la Constitució de 1876, que preveia una certa tolerància religiosa. Va ser membre de la direcció del partit i va participar de la seva integració en el Partit Liberal-Conservador a principis de la dècada de 1880. Va ser novament senador per Tarragona en els períodes de majoria conservadora de 1877-1879, 1884-1886 i 1891-1893.

## Reconeixements
Entre els reconeixements que va rebre es troba el de Gentilhome de cambra de la reina Isabel II, essent assignat al servei de l'infant Sebastià Gabriel de Borbó i Bragança. Va ser acadèmic corresponent de la Reial Acadèmia de la Història (1900) i soci de mèrit de la Societat Arqueològica Tarraconense. Fou soci de mèrit de la Reial Societat Arqueològica Tarraconense, diputat a Corts i senador del Regne, cavaller de l'Orde de Sant Joan de Jerusalem, i Gran Creu d'Isabel la Catòlica. Per les seves gestions per a la inclusió de Tarragona en els beneficis de la Llei d'Eixample de Poblacions, l'Ajuntament d'aquesta ciutat el va nomenar Fill predilecte. Malgrat que les seves activitats cortesanes i polítiques l'obligaren a residir a Madrid mai es va desvincular de Tarragona. A causa dels seus mèrits els monarques el feren mereixedor de la Grandesa d'Espanya que li concedí Alfons XIII vinculada al títol de comte de l'Asalto.

## Publicacions
Entre les obres que va publicar es troben Breves apuntes doctrinales sobre la libertad de cultos en España (1875) i El blasón de Tarragona (1891), entre d'altres.